# Kapkar/GTO-B10

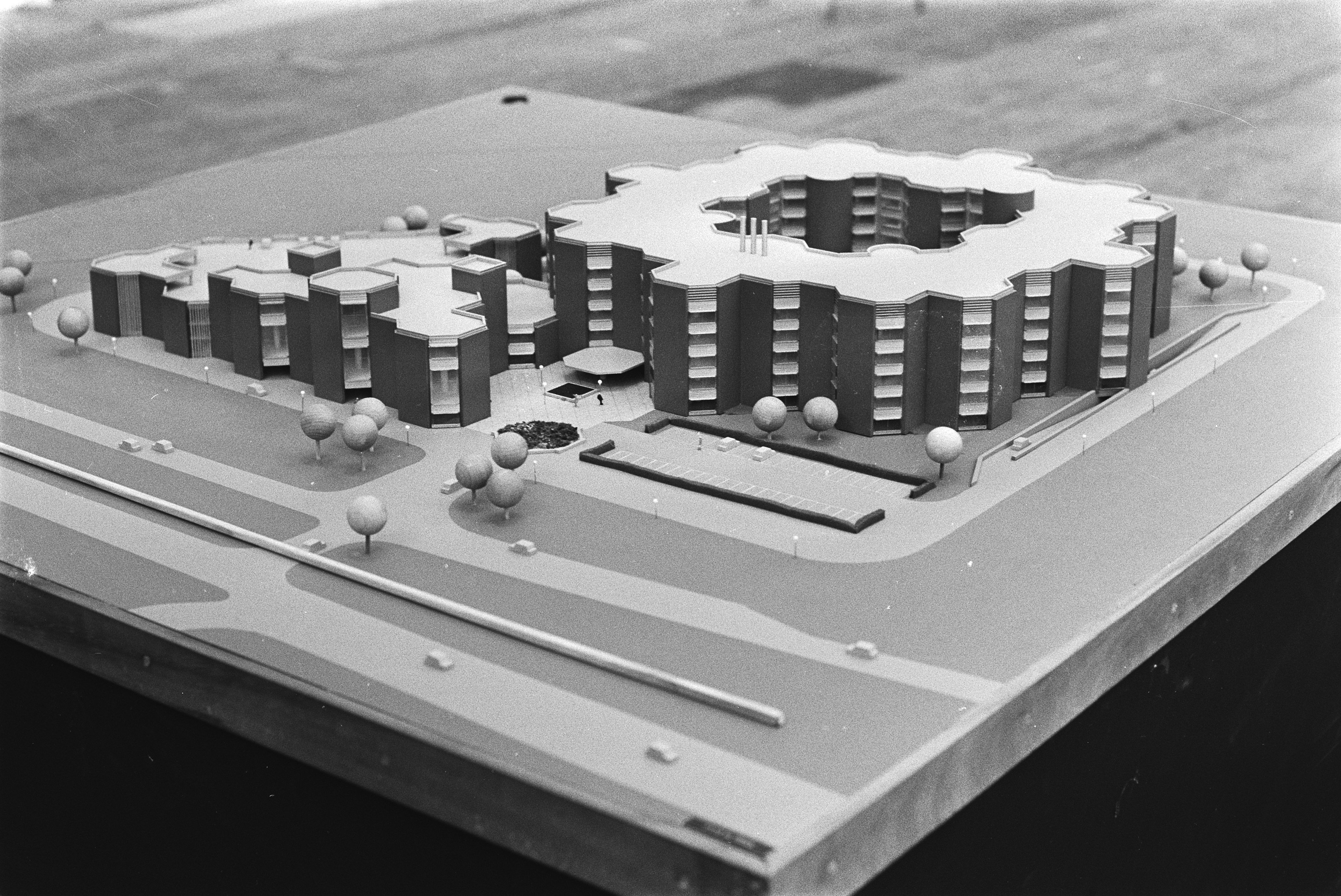
gebouw Basisweg 10 (1974)

Kapkar/GTO-B10 is een artistiek kunstwerk in Amsterdam Nieuw-West.
Het is een beeld van Frank Havermans uit 2019. Havenaar werd door kunstmanifestatie "Play Station Sloterdijk" (28 juni 2019-3 november 2019) gevraagd een beeld te ontwerpen in verband met de bouwwoede rondom Station Amsterdam Sloterdijk en Rijksweg 10 (Ringweg-West). Voor de realisatie werden diverse bronnen aangeboord (Edge Technologies, APG, ABP, Gemeente Amsterdam en Amsterdams Fonds voor de Kunsten). Hij opperde een beeld te maken voor een structuralistisch kantoorgebouw, ontworpen door Arnold Numan Oyevaar dat in 1974 opgeleverd werd als een van de grootste kantoorgebouwen van Nederland. Echter, dat gebouw werd net verbouwd vanwege herontwikkeling (heet sindsdien Edge-West en is in gebruik bij APG) en kon er geen kunstwerk bij hebben. Havenaar haalde voor de vorm een segment van het ronde deel van het gebouw naar voren en kwam zo met een nogal hoekig beeld. Het beeld werd ongeveer vijftig meter westwaarts wel gerealiseerd. Het staat op een kruising van metro- en spoorbruggen met de Basisweg. Nog iets verder naar het westen ligt de Westrandweg, nog een drukke verkeersader. 
Havenaar ontwierp een beeld dat Kees Keijer deed denken aan een in het gras liggende waakhond, maar dan knalrood en van metaal. Ook heeft het veel weg van een machine, die hier nadat alles opgeruimd was, is achtergelaten. Havenaar had het dak van genoemd gebouw als inspiratie gebruikt en teruggebracht tot kartonnen elementen, waarmee hij begon te stoeien. De kapkar kan bemand worden, maar is vooralsnog een plek om even stil te staan tussen het drukke verkeer; kantoormedewerkers lopen en fietsen langs. Het beeld geeft idee elk moment te kunnen opveren om te vertrekken, toch blijft het stil zitten en raakt langzaam ingesloten door hoog gras, tot verdriet van de kunstenaar. Volgens de site van de kunstenaar is Kapkar bedoeld als instrument ter ontdekking en bestudering van nieuw te ontwikkelen gebieden (surveyor). Als alles werkt, brandt er ’s nachts licht (ontwerp Koos Schaart) in de cabine.
Het beeld lijkt een beetje op een tamme versie van Animaris rhinoceros transport van Theo Jansen in Amsterdam Nieuw-West; die moest namelijk gekooid worden. De kapkar staat vrij.